# Transplantace jater

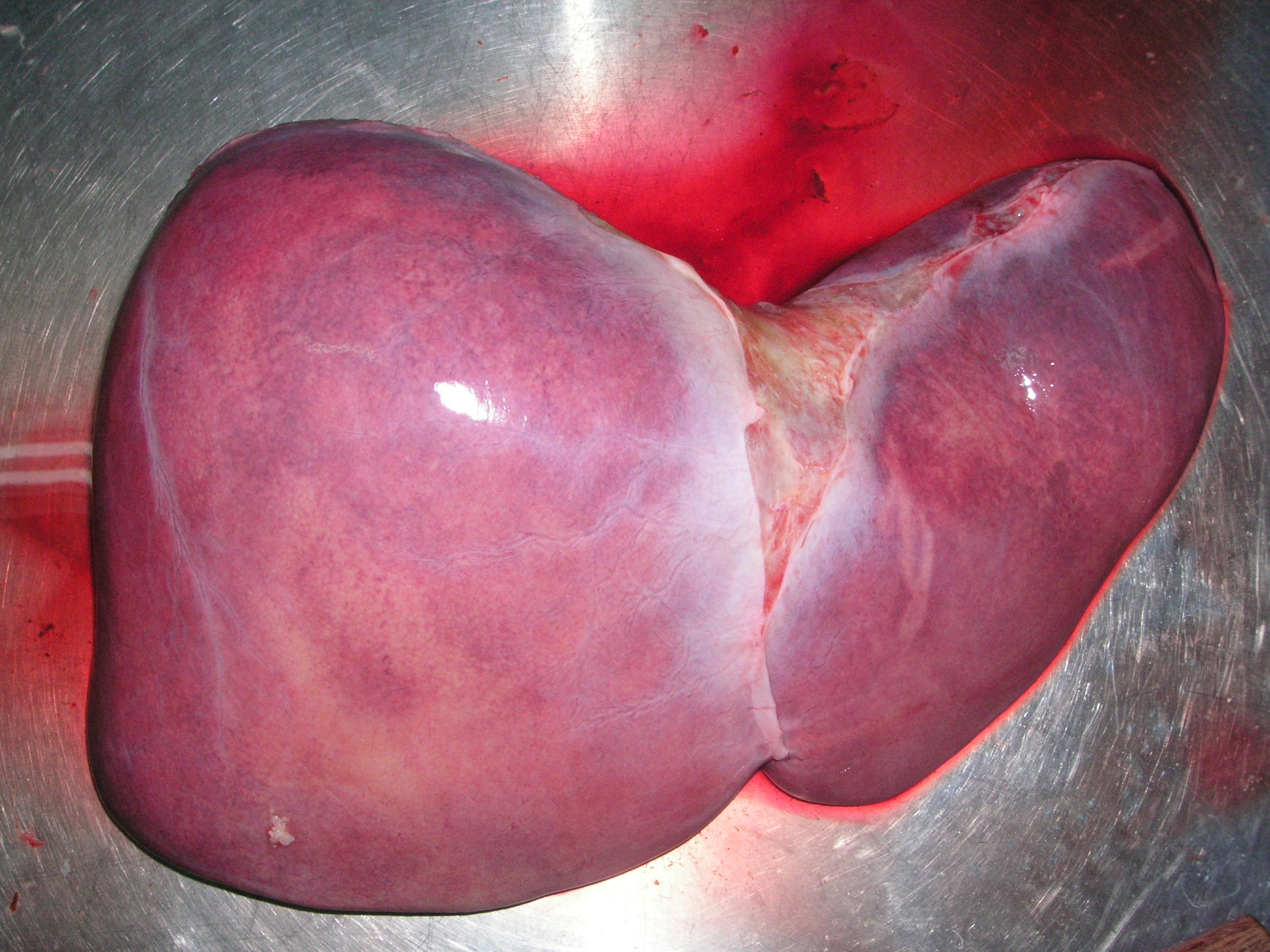
Lidská játra

Transplantace jater je náhrada nemocných jater zdravými játry jiného člověka. Transplantace jater je možností, jak léčit akutní selhání jater a jaterní cirhózu, hlavním omezením je dostupnost dárcovských orgánů.

## Rizika / komplikace

### Odmítnutí štěpu
Po transplantaci jater může kdykoli dojít k odmítnutí, tedy rejekci štěpu.
Mohou nastat tři typy rejekce: hyperakutní, akutní a chronická.
- Hyperakutní rejekce – dochází k ní během minut až hodin po transplantaci.
- Akutní rejekce – obvykle nastává během dnů nebo týdnů po transplantaci.
- Chronická rejekce – přítomnost jakéhokoli příznaku odmítnutí po jednom roce.

## Historie
První pokusy o transplantaci jater byly provedeny na psech. Nejstarší publikované zprávy o transplantacích jater psů pocházejí z roku 1954, kdy se o ně pokusil Vittorio Staudacher v Ospedale Maggiore Policlinico v Miláně v Itálii.
První pokus o transplantaci |lidských jater provedl v roce 1963 Thomas Starzl, ačkoli dětský pacient zemřel během operace v důsledku krvácení. Několik následných pokusů různých chirurgů bylo neúspěšných. Tato situace trvala do roku 1967, kdy Starzl transplantoval játra u 19měsíční dívky s hepatoblastomem. Žila více než rok, než zemřela na metastatické onemocnění. Navzdory vývoji chirurgických technik zůstala transplantace jater experimentální operací až do 70. let 20. století, kdy jeden rok přežívalo asi 25 % pacientů. Zavedení cyklosporinu Sirem Royem Calnem, profesorem chirurgie v Cambridge, výsledky pacientů výrazně zlepšilo. V 80. letech 20. století byla transplantace jater uznána jako standardní klinická léčba pro dospělé i dětské pacienty. 
Omezený přísun jaterních štěpů od nežijících dárců vedl k rozvoji transplantace jater od žijících dárců. První altruistické darování jater v Británii proběhlo v prosinci 2012 v St. James University Hospital v Leedsu.

### Známí příjemci transplantovaných jater
- Éric Abidal (* 1979), francouzský fotbalista (Olympique Lyonnais, FC Barcelona ), transplantace v roce 2012
- Gregg Allman (1947–2017), americký hudebník (The Allman Brothers Band ), transplantace v roce 2010 (přežití: 7 let)
- George Best (1946-2005), severoirský fotbalista (Manchester United), transplantace v roce 2002 (přežití: 3 roky)
- Jack Bruce (1943–2014), anglický hudebník (Cream), transplantace v roce 2003 (přežití: 11 let)
- David Crosby (1941–2023), americký hudebník ( The Byrds, Crosby Stills, Nash (& Young) ), transplantace v roce 1994 (přežití: 28 let)
- Gerald Durrell (1925–1995), britský ošetřovatel (Durrell Wildlife Park), transplantace v roce 1994 (přežití <1 rok)
- Shelley Fabares (* 1944), americká herečka (The Donna Reed Show, Coach ) a zpěvák ("Johnny Angel"), transplantace v roce 2000
- Larry Hagman (1931–2012), americký herec (Dallas, Harry a Tonto, Nixon, Primary Colors ), transplantace v roce 1995 (přežití: 17 let)
- Steve Jobs (1955-2011), americký obchodník (Apple Inc.), transplantace v roce 2009 (přežití: 2 roky)
- Phil Lesh (* 1940), americký hudebník (Grateful Dead), transplantace v roce 1998
- Mickey Mantle (1931–1995), americký hráč baseballu (New York Yankees), transplantace v roce 1995 (přežití: < 1 rok)
- John Phillips (1935–2001), americký hudebník (The Mamas & the Papas), transplantace v roce 1992 (přežití: 9 let)
- Lou Reed (1942–2013), americký hudebník (The Velvet Underground), transplantace v roce 2013 (přežití: < 1 rok)
- Mike IX Williams (* 1968), americký zpěvák a skladatel (Eyehategod), transplantace v roce 2016